# Марійка-Невірниця
«Марійка-невірниця» (чеськ. Marijka nevěrnice) — фільм знятий 1933 року режисером Владиславом Ванчурою на Закарпатті чеськими митцями.

## Зйомки фільму
Фільм розповідає про життя на Верховині в 30-х рр. XX ст., коли Закарпатська Україна (Підкарпатська Русь) перебувала у складі Чехо-Словаччини. Сценарій до фільму написав Іван Ольбрахт, котрий до того кілька років поспіль прожив у Колочаві й написав роман про тутешнього опришка «Микола Шугай — розбійник». Коли тривали зйомки, письменник перебував у зеніті слави.
Оператори — Ярослав Блажек, Вацлав Гануш.
Практично всі персонажі фільму — непрофесійні актори, декотрі з них так до кінця і не розуміли, що таке кіно, а були впевнені, що грають у якійсь цирковій виставі. Кожен персонаж фільму розмовляє своєю мовою (русинською, чеською, їдишем). Фільм знімався без звуку, після того, як фільм був змонтований, актори приїздили до Праги, щоб озвучити своїх персонажів. При чому Ванчура свідомо відмовився від ідеї озвучування фільму професійними чеськими акторами.

## Сюжет
У будинок подружжя Бірчаків влучає блискавка та спалює все дотла. Щоб заробити гроші на відбудову нової оселі Петро Бірчак кличе на допомогу молодого Данила, а сам вирушає в гори рубати ліс. Його дружина Марійка залишається наодинці з Данилом, і між ними швидко спалахує пристрасть. Микола дізнається про ці відносини. Під час сплаву колод він топить Данила. Загибель Данила не вплинула на Марійку, подружжя будує нову хату і живе далі, наче нічого не сталося.

## У ролях
- Марійка — Анна Шкелебей
- Петро, Маріїн чоловік — Петро Бірчак
- Олена, Петрова мама — Олена Бірчак
- Данило — Микола Скіра
- Іван Ольбрахт
- Роберт Форд
- Гана Бекова та жителі Колочави і околиць.

## Нагороди
У 2010 році в Болоньї на фестивалі архівних та реставрованих стрічок у категорії «Найкращий знову відкритий фільм» «Марійка-невірниця» отримала перший приз.